# Pilus
Pilus (pluriel pili) : Appendice se situant à la surface de la paroi de nombreuses bactéries à Gram négatif (et exceptionnellement des bactéries à Gram positif), plus courts et plus fins que des flagelles, ils ne peuvent pas être impliqués dans la mobilité. On les distingue en deux catégories : les pili communs et les pili sexuels (qui, malgré cette appellation, n'ont rien à voir avec la reproduction, mais plutôt avec la transmission et son codage).
Parfois aussi appelé fimbriae , il est cependant préférable de différencier ces deux termes et d'utiliser pilus pour désigner la structure qui régit la conjugaison, et fimbriae pour désigner les fibrilles qui régissent l'attachement aux surfaces.

## Pili communs
Les pili communs sont des structures protéiques filamenteuses, de plusieurs µm de long, disposées régulièrement à la surface de la paroi bactérienne dans le cas des pili péritriches, à un ou aux deux pôles de la paroi dans le cas des pili polaires. Ils sont constitués par la polymérisation d'une protéine (polypeptide) : la piline, pouvant être assemblée à d'autres polypeptides moins représentés dont certains ont un rôle d'adhésine bactérienne. L'adhésine des pili communs peut avoir des interactions avec un récepteur cellulaire hydrocarboné (glycolipides ou glycoprotéines) présent à la surface membranaire de cellules eucaryotes ; ce qui donne un rôle dans le pouvoir pathogène aux pili communs. (ex. : de certaines Salmonella se fixant sur les cellules intestinales provoquant des Salmonelloses : fièvres typhoïdes, paratyphoïdes et gastro-entérites pouvant aller jusqu'à des perforations intestinales et hémorragies internes).
Les gènes nécessaires à l'assemblage et fonctionnement de complexes pili-adhésine peuvent être transmis par l'intermédiaire de plasmides (voir Pili sexuels) ou faire partie intégrante du chromosome bactérien.
Il existe cependant chez certaines bactéries comme Pseudomonas aeruginosa des pili de type IV qui permettent la twitching motility. Un long pilus explore l'environnement de la bactérie et s’accroche à une surface. La dépolymérisation à l'extrémité proximale (base du pilus) permet de rapprocher la bactérie vers la surface puis il repolymérise et le processus recommence permettant une "marche".

## Pili sexuels
Plus longs et en nombres plus restreints (rarement plus que trois), les pili sexuels sont codés par des plasmides (facteur F). Ils jouent un rôle essentiel dans la conjugaison bactérienne : transmission de plasmides codant un caractère (pouvoir pathogène, résistance aux antibiotiques (facteur R), synthèse de protéines...) d'une bactérie donneuse à une bactérie réceptrice. Les pili sexuels sont donc, en partie, responsables de la propagation de germes de plus en plus résistants aux antibiotiques. Si les bactéries sont suffisamment compatibles la transmission de plasmides peut se faire entre bactéries d'espèces différentes.
Les pili sexuels sont capables d'extension-rétraction pour attirer la bactérie avec laquelle elle cherche à faire la conjugaison. Ils sont également capables de courbure et de rotation (donc souples), ces 3 mécanismes de mouvement permettent un scan important de l'environnement, toujours dans l'optique de chercher une bactérie réceptrice.
Les pili sexuels abritent également des récepteurs de bactériophages spécifiques.

## Pili électroconducteurs
Certaines bactéries dites électroactives peuvent collecter des électrons dans le milieu et les utiliser à leur profit. Des pili conducteurs peuvent être utilisés pour cela. Ces bactéries intéressent la science et l'industrie car elles peuvent être cultivées sur une cathode ou à grande proximité de celle-ci, pour l'électrosynthèse microbienne.